# Баттонвілл (Каліфорнія)
Баттонвілл (англ. Buttonwillow) — переписна місцевість (CDP) в США, в окрузі Керн штату Каліфорнія. Населення — 1337 осіб (2020).

## Географія
Баттонвілл розташований за координатами 35°24′33″ пн. ш. 119°26′26″ зх. д. / 35.40917° пн. ш. 119.44056° зх. д. (35.409229, -119.440668).  За даними Бюро перепису населення США в 2010 році переписна місцевість мала площу 17,94 км², уся площа — суходіл.

## Демографія
Згідно з переписом 2010 року, у переписній місцевості мешкало 1508 осіб у 379 домогосподарствах у складі 320 родин. Густота населення становила 84 особи/км².  Було 406 помешкань (23/км²).
Расовий склад населення:
| - 35,4 % — білих - 2,4 % — чорних або афроамериканців - 0,7 % — корінних американців - 0,7 % — азіатів - 59,0 % — осіб інших рас |

До двох чи більше рас належало 1,8 %. Частка іспаномовних становила 78,4 % від усіх жителів.
За віковим діапазоном населення розподілялося таким чином: 37,2 % — особи молодші 18 років, 56,7 % — особи у віці 18—64 років, 6,1 % — особи у віці 65 років та старші. Медіана віку мешканця становила 26,5 року. На 100 осіб жіночої статі у переписній місцевості припадало 110,0 чоловіків;  на 100 жінок у віці від 18 років та старших — 111,9 чоловіків також старших 18 років.
Середній дохід на одне домашнє господарство  становив 47 878 доларів США (медіана — 33 889), а середній дохід на одну сім'ю — 48 884 долари (медіана — 34 028). Медіана доходів становила 30 536 доларів для чоловіків та 22 000 доларів для жінок. За межею бідності перебувало 37,1 % осіб, у тому числі 49,3 % дітей у віці до 18 років та 18,5 % осіб у віці 65 років та старших.
Цивільне працевлаштоване населення становило 466 осіб. Основні галузі зайнятості: сільське господарство, лісництво, риболовля — 39,1 %, мистецтво, розваги та відпочинок — 18,7 %, транспорт — 9,0 %, виробництво — 9,0 %.